# Anod

Diagrama unui anod de zinc într-o pilă galvanică.

Anodul este un electrod în care din punctul de vedere al circuitului electric exterior electronii ies în el, deci, ca sens tehnic (convențional) curentul electric intră în el. Într-o baie de electroliză el este legat la polul pozitiv al sursei de energie electrică.
O concepție greșită este că polaritatea unui anod este întotdeauna pozitivă (+). Acest lucru este dedus adesea incorect din faptul că, în toate dispozitivele electrochimice, anionii negativi se mută înspre polul pozitiv (de aici și numele lui) iar cationii încărcați pozitiv se depărtează de el. În realitate polaritatea înscrisă pe borna considerată anod depinde de tipul dispozitivului și de modul său de operare. La un dispozitiv care consumă energie, de exemplu un acumulator în perioada de încărcare, anodul este electrodul pozitiv, iar într-un dispozitiv care oferă energie, de exemplu un acumulator care alimentează un circuit, anodul este negativ. Deci, la un acumulator polaritatea bornelor se schimbă în funcție de regimul său de lucru, indiferent de semnele înscrise pe ele, semne care corespund regimului în care acumulatorul alimentează circuitul exterior.